# Лаптін Петро Фролович
Петро́ Фро́лович Ла́птін (24 грудня 1912, село Івча, нині Літинського району Вінницької області — 16 грудня 1986, Кам'янець-Подільський) — український історик. Кандидат історичних наук (1948). Професор (1976).

## Біографія
Народився в сім'ї ремісника. Дуже рано залишився без матері. У 1919–1926 роках фактично був безпритульний, періодично перебував у дитячих будинках.
1926 року став робітником слюсарної майстерні в Грицеві (нині селище міського типу Шепетівського району Хмельницької області). 1931 року закінчив у Вінниці робітничий факультет, після чого працював учителем історії в школі в селі Малі Крушлинці Вінницького району.
У 1932–1937 роках навчався в Київському університеті. Після завершення навчання служив у Червоній армії. У 1939–1943 роках був викладачем педагогічних інститутів: спочатку в Києві, потім у Новосибірську. 1943 року Лаптіна призвали на службу у війська МВС. Після завершення війни та демобілізації Петро Фролович повернувся до викладання в Київському педагогічному інституті, в якому пропрацював до вересня 1948 року. Далі до вересня 1951 року працював викладачем учительського інституту в Києві, педагогічного інституту в Житомирі.
1947 року захистив кандидатську дисертацію «Максим Максимович Ковалевський і його погляди на середньовічну общину», 1950 року став доцентом.
Від вересня 1951 року до кінця життя Лаптін працював у Кам'янець-Подільському педагогічному інституті (нині Кам'янець-Подільський національний університет імені Івана Огієнка). У 1952–1956 роках Лаптін виконував обов'язки завідувача кафедри загальної історії. У березні 1973 року переведено на посаду в. о. професора кафедри загальної історії. 1976 року Лаптіну надано вчене звання професора по кафедрі загальної історії. У січні 1983 року Лаптіна перевели на посаду професора-консультанта кафедри загальної історії. 1 березня 1986 року у зв'язку з виходом на пенсію та хворобою був звільнений з роботи за власним бажанням. 16 грудня 1986 року професор Лаптін помер. Наступного дня його поховали на новому цвинтарі на Нігинському шосе.

## Наукова діяльність
Доробок Лаптіна становить понад 40 наукових праць, які присвячено проблемам медієвістики, історіографії, педагогіки вищої школи. Вершиною наукової творчості вченого стала монографія «Община в російській історіографії останньої третини XIX — початку XX століття», видана 1971 року в Києві у видавництві «Наукова думка». За цю фундаментальну працю, а також за багаторічну викладацьку роботу у вишах України Петру Фроловичу без захисту докторської дисертації було надано вчене звання професора.
1988 року посмертно у Києві видано монографію Лаптіна «Проблемне викладання та вивчення історії у вищій школі».